# 遠藤慶隆
遠藤慶隆（日语：／ Endō Yoshitaka，1550年—1632年5月10日）是日本戰國時代武將，江戶時代前期大名。美濃國國人眾、郡上郡八幡城主。美濃八幡藩首任藩主。三上藩遠藤家初代。他在天正（1573年 - 1592年）初期曾經以盛枝作為名諱。最初，慶隆是美濃齋藤氏的家臣，而在稻葉山城之戰中齋藤氏被擊敗後，改為歸順織田信長，並且在姊川之戰中與淺井氏和朝倉氏交戰。其後，在武田信玄進攻織田氏期間，慶隆曾經計劃背叛信長，但是在信玄死後便打消念頭。及後，信長在本能寺之變中遭到明智光秀叛變而死，但是光秀其後亦敗於前來討伐的豐臣秀吉，最終美濃眾人多投靠秀吉，但是慶隆卻選擇支援織田信孝。然而，在柴田勝家於賤岳之戰戰敗，信孝則在岐阜城投降秀吉的情況下，慶隆不得不臣服於秀吉之下。在效力秀吉期間，慶隆雖然曾經參與紀州征伐等多場戰事，但是得不到重用，秀吉甚至以過去曾經反抗其為由，減封慶隆的領地。在秀吉死後不久，關原之戰爆發，慶隆選擇加入由德川家康領導的東軍，並且在後期殲滅舊主豐臣氏的大坂夏之陣中作出貢獻。慶隆在第二任將軍德川秀忠死後兩個月才過世，其子孫則擔任郡上藩主和三上藩主。

## 生涯

### 美濃齋藤氏家臣
慶隆作為遠藤盛數的長子在木越城出生。本來美濃遠藤氏是千葉氏一族東氏的庶流，後來慶隆的父親盛數擊敗宗家當主妻舅東常慶，其後進駐八幡城的盛數臣服於美濃的戰國大名齋藤氏，曾經代表齋藤義龍和齋藤龍興與尾張國的織田信長交戰，其後在永祿5年（1562年）死去，由13歲的慶隆接任家督，由於年紀尚幼，因此遠藤氏家臣協議其母與另一齋藤氏家臣關城主長井道利再婚，讓他成為慶隆的後見人。其後，慶隆迎娶同樣是齋藤氏家臣的北方城主安藤守就之女為妻。
永祿7年（1564年），慶隆最初與其弟慶胤同住於井之口（現岐阜縣岐阜市）的長井邸，但是當竹中重治奪取稻葉山城後，兩人便前往山縣郡深瀨鄉（現岐阜縣山縣市）避難，木越城（現岐阜縣郡上市大和町）主慶隆的堂兄遠藤胤俊趁機奪取八幡城，並且企圖暗殺慶隆兄弟，最終家臣粥川甚右衛門和餌取六右衛門成功營救慶隆，並且將其護送至苅安的鶴尾山城（現郡上市美並町）。翌年，道利派出援軍前來協助慶隆後，胤俊提出和解，並且將八幡城交還給慶隆。
永祿10年（1567年）9月，織田氏在稻葉山城之戰中消滅齋藤氏，郡上的鷲見彌平治和別府四郎乘亂謀反，在市島的最勝寺結集兵力，計劃攻佔八幡城，慶隆察覺後先下手為強，向兩人發動攻勢，最終兩人逃亡至飛驒國。同年同月左右，慶隆臣服於信長，郡上郡的領地亦因而獲得安堵。另外，道利在稻葉山城之戰時戰死後，慶隆之母便歸依教如，改法名為照用院釋尼友順，並且在郡上戶谷的草庵憑弔前夫盛數。

### 織田氏家臣
永祿12年（1571年），曾經替盛數效力的畑佐六右衛門聯同飛驒的三木自綱、佐藤氏計劃打倒慶隆，慶隆借助位於大島村（現郡上市白鳥町）的安養寺的力量，讓安養寺信眾擔任先鋒，成功讓畑佐等人投降。
元龜元年（1570年）5月25日，慶隆奉信長之命前往岐阜，與弟慶胤、堂兄胤後一同在橫山城以南與淺井氏和朝倉氏聯軍作戰，亦參加在6月28日爆發的姊川之戰。其後，慶隆獲得信長賜予感謝狀，並且在管理東濃諸將的森可成麾下效力，同年8月12日，慶隆的領地獲可成安堵。然而同年9月，可成在坂本戰死後，慶隆改為從屬於坂井政尚，並且與胤俊防守堅田，但是政尚和胤俊在11月26日爆發的志賀之陣中戰死，損失約100名士兵的慶隆（有些說法為約500人）與身邊數人逃至京都的大德寺。後來，從八幡城而來的約50人保護下，慶隆返回近江志賀（現滋賀縣大津市內）與信長見面，並且在與淺井和朝倉達成和議後重返八幡城。翌年，信長火燒比叡山，慶隆與另一堂兄遠藤胤基也有參加。
遠藤氏仕於信長的同時也與武田信玄取得聯繫，元龜3年（1572年）秋天，慶隆派家老遠藤新左衛門前往甲斐國，表示期待信玄西進攻打織田氏，另外遠藤氏同族東氏的家老遠藤加賀守亦與武田氏取得聯繫，加上淺井和朝倉氏亦與加賀守取得聯繫，遠藤兩氏（慶隆和胤基）反信長之心可謂昭然若揭。同年11月，發動西上作戰的信玄派出分隊進入東濃，本隊則攻佔二俁城，並且向德川家康身處的濱松城進軍，遠藤氏在考慮跟從信長還是信玄的同時，家康在得到信長支援的情況下在三方原之戰中大敗。
天正元年（1573年）4月，信玄在西上作戰途中死去，信長懷疑慶隆的信義，便發兵攻打慶隆，慶隆與粥川甚右衛門、餌取六右衛門一同前往立花山（現美濃市）向信長投降。然而，兩遠藤氏完全未有被處罰，因此推測信長可能未有發現兩人曾經意圖謀反。翌年，加治田城主齋藤利治在益田郡的田口氏的誘導下進入郡上，但是遭到胤基家臣吉田左京進等人擊退。同年7月，田口氏與蟹澤氏在沓部村（現下呂市金山町東沓部）的船野山反抗慶隆，後來慶隆在7月14日派兵將其消滅，並且將沓部賞賜給有功的粥川甚右衛門。
天正3年（1575年）5月長篠之戰爆發，慶隆派其弟慶胤領兵出戰，慶胤則在佐久間信盛麾下於鳶巢立下戰功。同年8月，信長為了討伐越前一向一揆而抵達敦賀，慶隆和慶胤則與日根野弘就從郡上進軍越前，與金森長近匯合並且攻佔穴馬城和大野城。
天正4年（1576年），織田信忠成為美濃國主後，慶隆臣服於信忠。同年三瀨之變爆發，慶胤以慶隆名代的身份參戰。翌年，来栖鄉的別府彈正謀反，但是遭慶胤的軍隊擊退至北國，郡上的別府氏就此滅亡。天正10年（1582年）2月，信長發動甲州征伐攻打勝賴時，慶隆與胤基臣服於長近，並且從飛驒進軍甲斐，在天目山消滅武田氏。
同年本能寺之變爆發，信長和信忠死於明智光秀手上，其後羽柴秀吉在山崎之戰中擊敗光秀後，美濃眾人大多靠攏秀吉，不過遠藤氏卻臣服於織田信孝。同年11月，信孝命慶隆前往武儀郡板取討伐不服從其命令的長屋氏，逼使對方投降。慶胤則在山縣郡太郎丸城與深尾和泉守交戰時負傷，從而獲得信孝在11月11日寫信表揚。
天正11年（1583年）1月，武儀郡內眾人投靠秀吉，並且在須原（現美濃市）和洞戶（現關市）佈陣嘗試截斷郡上與岐阜的聯繫，遠藤軍派出約300名騎兵（《篠脇城主東家譜記》記載為2,000人）將其擊敗，並且固守於立花山（現美濃市），但是在森長可和佐藤秀方接連攻擊的情況下陷入苦戰，在補給路線也被截斷的情況下，慶隆軍一度陷入將熊皮燒來吃的困境，甚至考慮如其餓死不如戰死，寧為玉碎不作瓦全。不過，隨著秀吉方的使者告知柴田勝家在賤岳之戰中戰死以及信孝在岐阜城被包圍的情況下投降的消息給慶隆後，他便派出人質，決定投降，是為立花山之戰。

### 豐臣氏家臣
天正12年（1584年）小牧、長久手之戰爆發，慶隆接受長可的請求、加入秀吉一方參戰，他率領600名騎兵與長可匯合，聯同在三河國的部隊組成第二陣。然而，部隊在與家康交戰中大敗，第二陣的大將長可亦戰死，慶隆最終決定撤退，期間遠藤彌九郎、餌取傳次郎、日置主計、猪俁五平治和和田仁兵衛等遠藤氏家臣死傷無數的情況下，慶隆成功逃脫。
天正13年（1585年），秀吉發動紀州征伐，慶隆與胤基一同參戰。同年8月，長近和金森可重奉命前往飛驒討伐三木自綱，慶隆兄弟亦有參戰，最終自綱投降。天正15年（1587年），慶隆和胤基參加了秀吉發動的九州征伐。翌年，秀吉興建聚樂第，並且在賞賜西京口的住所給慶隆和胤基後，他便攜妻子一同上京。
天正16年（1588年），秀吉以立花山之戰等曾經反抗其為由，沒收兩遠藤氏約2萬石的領地，將慶隆減封至小原7,500石，胤基則減封至犬地5,500石。在石高減少的情況下，慶隆難以繼續保持家臣的規模，便將其中的三分之一人解僱，讓他們出仕其他武家、務農或成為浪人，慶隆轉封後八幡城由稻葉貞通以郡上武儀郡津保谷，總共4萬石入主。有些說法稱郡上交給貞通後，兩遠藤在無領地的情況下前住關城寄居於町人加取善左衛門家中，其後與因太閤檢地而到訪的小野木縫殿助和寺西筑後相遇後，向其請求秀吉賜予領地，兩人上洛後向秀吉傳達兩遠藤的請求後，他們便獲得小原和犬地之地，於是便在天正18年（1590年）搬往該處。
同年小田原征伐爆發，慶隆與胤基率領約900名士兵參戰，其後跟隨秀吉遠征會津。文祿元年（1592年），慶隆與胤基在萬曆朝鮮之役時跟從織田秀信，在釜山、梁山、蔚山和鎮守城等地作戰，兩年後才返回日本。不久後，胤基便在長門國國分寺病死，由遠藤胤直繼承。
慶長3年（1598年），伏見城普請，慶隆與胤直便從東美濃帶木材上京，城池落成後，兩遠藤氏獲賞賜在狼谷口的居所。同年8月，秀吉死去，慶隆獲得其遺物三原之腰刀。
慶長5年（1600年），石田三成舉兵號召打倒家康，美濃岐阜城主秀信加入三成帶領的西軍，同時郡上八幡城主稻葉貞通為了阻止家康西進，進駐了犬山城，兩遠藤氏均獲秀信勸誘加入西軍，但是慶隆在返回小原與慶胤商討後決定加入東軍，與此同時胤直卻選擇加入西軍，慶隆便派其子遠藤慶勝前往戒備。其後，慶隆取得家康進攻八幡城的許可，便與從江戶趕至飛驒的可重一同攻打八幡城，最終稻葉軍投降，雙方達成和議後，慶隆獲家康安堵郡上一帶的領地，但是貞通得知此事領兵突襲慶隆，雖然慶隆敗走，但是雙方其後再次和解。及後，慶隆的攻勢亦逼使胤直投降，並且向身處信濃的德川秀忠報告戰況而獲得感謝狀的同時，自己則前往赤坂（現大垣市）在岡山本陣與家康會面。最終，關原之戰以東軍勝利告終，貞通獲加封至豐後臼杵5萬石，慶隆則在11月時再次成為八幡城主，其後同月15日慶胤死去，慶隆便領有整個郡上郡，總共2萬7000石的領地。

### 郡上藩首任藩主

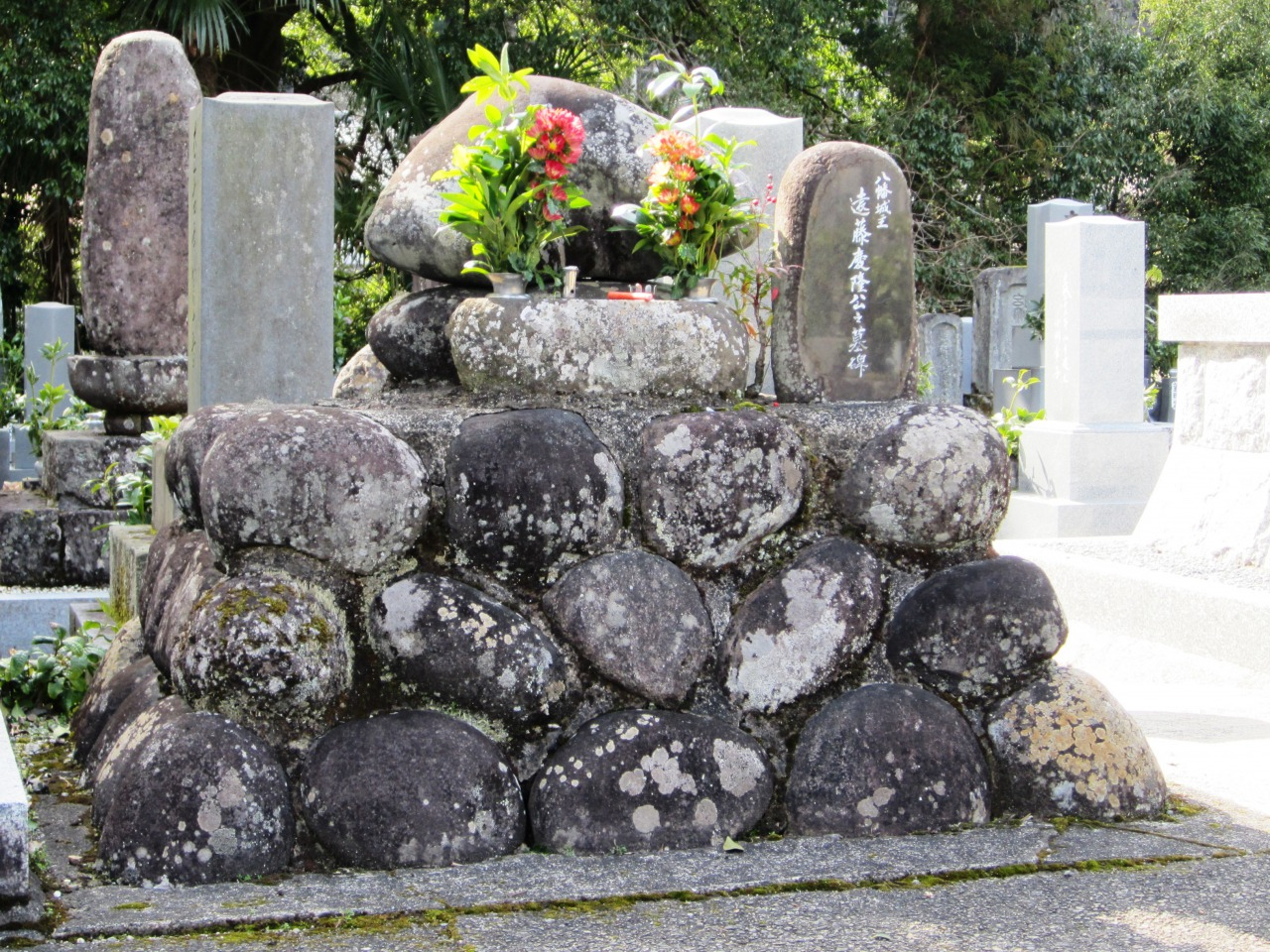
遠藤慶隆之墓（岐阜縣郡上市長敬寺內）

家康開設江戶幕府後，郡上藩成立，並且由慶隆成為首任藩主，直至遠藤慶利一代為止均保持城主格的待遇。
慶長6年（1601年），豐臣氏以天下普請為名動員全國大名修建膳所城等城池。翌年，慶隆獲賞賜長尾村銀山。另外，慶長6年（1601年）春天至8年（1603年）的秋天，慶隆改建並且修復八幡城。慶長9年（1604年），慶隆獲任命為從五位下但馬守。
慶長14年（1609年）11月，伯耆國米子城主中村一忠在無子繼承的情況下死去，慶隆奉命停留在米子藩兩個月後才返回領國。慶長18年（1613年），慶隆遵照幕府之命，與妻子從郡上遷往江戶居住。
慶長19年（1614年）大坂冬之陣爆發，慶隆與嫡子慶勝一同在枚方佈陣，並且於久良加利峠（暗峠）防守。翌年2月12日，慶勝在京都柳的馬場病死。同年大坂夏之陣爆發，慶隆在山城國八幡佈陣，與本多康紀、本多康俊再次於久良加利峠防守，其後留在松原。5月6日，慶隆向大和川進軍，翌日從岡山口攻進玉造口，並且在城內放火後退兵，由於在這場天王寺岡山之戰中立下戰功，慶隆在同月8日於二條城領受家康賞賜的黃金20枚。
元和3年（1617年），由於可重尚未將妻子送往江戶，慶隆便奉秀忠之命前往飛驒高山藩交涉。寬永年間（1624年 - 1643年），慶隆獲恩准在參勤交代期間攜帶五枝鐵砲，在入鐵砲出女的警戒下，此舉可見慶隆深得幕府信任。
寬永9年（1632年），第2任將軍秀忠死後，慶隆出家，法號旦齋，兩個月後在江戶死去，享年83歲，由於其子慶勝早已病死，因此由養子慶利繼承家督。

## 傳承
郡上八幡當地的「郡上」是源於慶隆為了士農工商能夠融洽相處，便想出舉行盆來獎勵領民，後來獲指定為日本的重要無形民俗文化財。

## 註解
1. ↑  有些說法認為道利是死於元龜2年（1571年）8月在攝津爆發的白井河原之戰。